# André Capron
André Capron (* 30. Dezember 1930 in Lens; † 10. Januar 2020 in Seclin) war ein französischer Mediziner (Parasitologie, Immunologie).

## Leben
Capron war 1970 bis 2000 Professor für Immunologie der Universität Lille und Leiter der Immunologie an der dortigen Medizinischen Fakultät. Er war Ehrendirektor des Pasteur-Instituts in Lille.
Capron war ein Pionier der Immunologie von Parasiten und forschte insbesondere zur Bilharziose (Schistosomiasis). Er war Leiter des Bilharziose Programms der WHO.
In den 1960er Jahren entdeckte er mit Methoden der Immun-Elektrophorese eine gemeinsame Antigen-Struktur bei parasitischen Würmern und deren Wirten. Diese Entdeckungen führten zum Konzept der molekularen Mimikry von Parasiten (mit Ray Damian). Er entwickelte immunologische Techniken zur Diagnose von parasitären Erkrankungen wie der Bilharziose. Er wies die Produktion immunsuppressiver Stoffe bei der Bilharziose nach. Ihm gelang mit seiner Gruppe die Entwicklung eines Impfstoffes gegen Bilharziose, das ab 1998 im klinischen Test war.
Capron zeigte die Rolle von Immunglobulin E in der Abwehr gegen Parasiten und fand neue cytotoxische Abwehrmechanismen der Makrophagen gegen Parasiten.
1999 bis 2002 war er Leiter der französischen nationalen Aids- und Hepatitis-Forschungsgesellschaft (ANRS) und 1987 bis 1991 war er Präsident des Wissenschaftlichen Rats des INSERM (Institut national de la santé et de la recherche médicale). Ab 1988 war er Mitglied des Institut de France. Ab 2001 war er im wissenschaftlichen Rat der École normale supérieure.
Er war Mitglied der französischen Akademie der Wissenschaften (Académie des sciences) und war 2003 bis 2007 deren Sekretär für internationale Angelegenheiten. Er war Ehrenmitglied der Königlich Belgischen Akademie der Wissenschaften und Ehrendoktor der Universitäten von Brüssel und Gent. Er war Ehrenmitglied der London School of Hygiene and Tropical Medicine (1985) und Mitglied der New York Academy of Sciences. Capron war ab 1990 Kommandeur des französischen nationalen Verdienstordens (Ordre national du Mérite) und Offizier der Ehrenlegion (2007). Er erhielt die Bernhard-Nocht-Medaille, den Prix Richard Lounsbery (1986) und den Prix Leveau der Académie nationale de Médecine (1959), deren Mitglied er war.
1990 erhielt er mit Anthony Butterworth den König-Faisal-Preis in Medizin.